# تودان (گران‌بوی)
تودان (ترکی آذربایجانی: Todan) یک منطقهٔ مسکونی در جمهوری آرتساخ است که در استان شاهومیان واقع شده‌است. تودان ۹۲۱ نفر جمعیت دارد.